# اجیاد
اجیاد یک منطقهٔ مسکونی در عربستان سعودی است که در مکه واقع شده‌است.